# Convair 240
O Convair foi uma aeronave de passageiros produzida pela Consolidated Vultee de 1947 até 1956. O projeto tomou forma como uma solicitação da American Airlines para uma aeronave pressurizada para substituir o clássico Douglas DC-3.

## Modelos
O projeto original da Convair possuía dois motores e capacidade para 40 passageiros, sendo, assim, designado CV-240. O primeiro modelo 240 voou em 16 de Março de 1947, e as aeronaves de produção em série começaram a ser entregues à American Airlines em 28 de Fevereiro de 1948. Setenta e cinco aeronaves foram entregues à American, sendo que outros cinqüenta foram para a Western Airlines, Continental Airlines, Pan American Airways, KLM, VARIG e Trans-Australia Airlines.
O CV-240 foi utilizado pela Força Aérea dos Estados Unidos United States Air Force para evacuação médica e transporte VIP, sendo designada como C-131 Samaritan. O Comando Aéreo Estratégico (Strategic Air Command) os possuía em serviço até 1975.
A Marinha dos Estados Unidos (U.S. Navy) utilizou o Samaritan com a designação R4Y. O C-131 acabou sendo substituído pelo C-9 Nightingale.  Também foi designado como T-29 e usado pela Força Aérea e Marinha como um treinador de navegação.   O T-29 foi substituído pelo T-43. Uma versão do T-29 para treinamento de bombardeio (designada T-32) foi planejada, mas jamais construída.
O CV-340, construído para a United Airlines, foi alongado para permitir uma fileira adicional de quatro assentos. As asas também foram alongadas para melhor performance em grandes altitudes.
O CV-440 Metropolitan possuía melhor insonorização e opção para instalação de radar meteorológico.
O Convair 580 era uma conversão feita pela companhia PacAero Engineering, em Santa Monica, Californiade aeronaves Convair 340 e 440. A modificação consistia da substituição de seus motores originais à pistão por dois motores turbo-hélice Allison 501 D13D/H, com 3.750 shp.
O Convair 600 (inicialmente designado 240D) era uma conversão feita pela própria Convair de aeronaves Convair 240 originais que tinham seus motores à pistão substituídos por motores turbohélice Rolls-Royce Dart RDa.10/1 Dart 542, com 3.025 shp. O CV-600 voou pela primeira vez com a Central Airlines em 30 de Novembro de 1965. Os modelos CV-600 que voaram com a Air Metro Airways foram configurados como avião de passageiros com quarenta assentos. Em Agosto de 2006 constava apenas 1 aeronave Convair 600 em serviço de linha aérea pela Rhoades Aviation.
O Convair 640 era a designação comum das conversões feitas pela própria Convair de aeronaves Convair 340 ou 440 originais (inicialmente designados 340D e 440D), também com o uso dos motores RDa.10/1 Dart 542. A companhia que lançou este modelo em 22 de Dezembro de 1965 foi a Caribair. Em Agosto 2006 um total de 9 aeronaves Convair 640 permaneciam em serviço ativo de passageiros pela Rhoades Aviation (3 unidades) e pela C&M Airways (6 unidades).
Dez aeronaves CL-66, que era uma versão do Convair 440 equipado com turbohélices Napier Eland NE1.1, com 3.060 shp, foram construídos como aeronaves novas originais pela Canadair. Antes disso, três CV-440 originais à pistão haviam sido convertidos usando-se turbo-hélices Eland. No Canadá, também foram designadas como CC-109 Cosmopolitan. Mais tarde, devido à indisponibilidade de peças para o propulsor Eland, todos os treze modelos foram convertidos para os motores Allison 501, padrão CV-580.
O Convair 5800 é uma conversão do Convair 580 feita pela Kelowna Flightcraft do Canadá. Trata-se de um CV-580 alongado em 4,34 m equipado com a cauda original do CV-440. Tais conversões também eram dotadas de uma nova porta de carga, aviônica digital com EFIS, e motores turbo-hélice Allison 501-D22 engines.

## Especificações

### Características Gerais
- Motores: (2) Pratt & Whitney R-2800 "Double Wasp" radiais de 18 cilindros refrigerados a ar
- Envergadura: 28,0 m
- Comprimento: 22,8 m
- Altura: 8,20 m
- Área da Asa: 75,9 m²

### Pesos
- Peso vazio: 11.540 kg (25.445 lb)
- Peso Bruto Máximo: 19.280 kg (42,500 lb)

### Performance
- Velocidade Máxima: 507 km/h (274 nós)
- Velocidade de Cruzeiro: 451 km/h (244 nós)
- Teto: 16.000 ft (4.880 m)
- Alcance: 1.930 km (1.042 NM)
- Razão de Subida: 1.520 pés/min (463 m/min)

## Operadores Militares
- Austrália - Convair 440
- Bolívia - Convair 440 & 580
- Colômbia - Convair 580
- Canadá - CC-109
- Alemanha - Convair 440
- Itália - Convair 440
- Paraguai - Convair C-131
- Espanha - Convair 440
- Sri Lanka - Convair 440
- Estados Unidos
  - Força Aérea dos Estados Unidos - T-29 & C-131
  - US Navy - R4Y/C-131

## Operadores Civis
- Air Fiji - Convair 580
- Cruzeiro do Sul - Convair 240, 340 e 440
- VARIG - Convair 240
- Real - Convair 340 e 440 Notas

1. ↑  Wegg 1990, pp. 188, 199.